# SSSS.GRIDMAN
《SSSS.GRIDMAN》(그리드맨)은 일본의 애니메이션이다. 1993년부터 1994년까지 방영된 츠부라야 프로덕션 제작 특수물 드라마 《전광초인 그리드맨》을 원작으로 한다. 츠부라야 프로덕션과 트리거의 합작이며, 이 두 회사는 이전 일본 애니토 엑스포에서 발표된 《전광초인 그리드맨 boys invent great hero》의 제작도 협력한 바 있다. 제목의 "SSSS"는 《전광초인 그리드맨》을 원작으로 하여 미국에서 제작된 TV 시리즈 《슈퍼휴먼 사무라이 사이버스쿼드》 (Superhuman Samurai Syber-Squad)에서 가져온 것이다.
2019년 12월에 아마미야를 비롯한 주요 스태프가 선보이는 완전 신작 애니메이션 《SSSS.DYNAZENON》(다이나제논)의 제작이 결정되었다.

## 등장인물

### 그리드맨 동맹

#### 히비키 유타
본작의 주인공. 2003년 1월 8일 출생으로, 혈액형은 AB형.

#### 우츠미 쇼
유타의 급우(級友). 2002년 12월 1일 출생으로, 혈액형은 O형.

#### 타카라다 릿카
유타의 급우(級友). 2002년 12월 5일 출생으로, 혈액형은 O형.

## 한국어 목소리 출연[1]
- 김환진: 그리드맨
- 김명준: 히비키 유타
- 김현욱: 우츠미 쇼
- 김유림: 타카라다 릿카
- 김하루: 신조 아카네
- 정성훈: 사무라이 칼리버
- 시영준: 맥스
- 서다혜: 보르(Borr), 나미코
- 정주원: 비트(Vit)
- 남도형: 안티(=그리드 나이트)
- 민응식: 알렉시스 케리브
- 신용우: 아먀토
- 김혜성: 이마이
- 이경태: 타카토
- 홍범기: 아리이
- 김서영: 괴수 소녀
- 강시현: 릿카 엄마, 핫스
- 이다은: 마루산, 톤카와 사키루
- 석승훈: 하야카와